# Burofax
El burofax és un servei utilitzat per a l'enviament urgent de documents que requereixin d'un lliurament indiscutible, servint de prova enfront de tercers, que es lliura sempre sota signatura del destinatari.
Aquest servei que va néixer a Espanya com un enviament de fax des d'una oficina de correus, posteriorment ha anat evolucionant fins a oferir la possibilitat que la seva imposició sigui en línia. Tot i que és marca registrada de Correos d'Espanya (M-2929970), el terme es fa servir sovint com a genèric.
Les diferents empreses que comercialitzen aquest servei, ofereixen com a element complementari la certificació de text, alguna d'elles fins i tot testimoniatge notarial de la mateixa, en la qual se certifica el contingut de l'enviament així com el resultat d'aquest, per la qual cosa constitueix prova plena d'haver-se enviat una comunicació concreta en la data certificada a un destinatari determinat. És àmpliament utilitzat en l'àmbit del dret privat.